# Крушение «Великого Океана»
«Крушение „Великого Океана“» (англ. Masterman Ready, or the Wreck of the Pacific) — детское художественное произведение жанра робинзонады английского мореплавателя и писателя Фредерика Марриета, опубликованное впервые в 1841 году. Сюжет вращается вокруг семьи Сигрев, потерпевших кораблекрушение и вынужденных выживать на необитаемом острове.

## Сюжет
Во время возвращения в Новый Южный Уэльс (Австралия) корабль «Великий Океан» попадает в шторм и терпит крушение. Команда корабля спасается на шлюпках, оставляя пассажиров на произвол судьбы. Члены семьи Сигрев со своей чернокожей служанкой Юно и старым моряком Мастерманом Рэди выбираются на необитаемый остров. Им приходится преодолевать множество трудностей, страшнейшей из которых стало нападение бандитов, убивших Рэди. Герои спасаются благодаря своему родственнику, которого они считали погибшим.

## Лейтмотив
«Крушение „Великого Океана“» — одно из первых исторических произведений о приключениях для детей. Оно появилось в ответ на книгу Йоханна Висса «Швейцарский Робинзон» (1812). Как моряк с большим опытом, Марриет был раздражён тем, что Висс изобразил кораблекрушение романтическим приключением и не одобрял, что Висс не учитывал роль природы в своём произведении. Семья Сигревов преодолевает множество опасностей, начиная с кораблекрушения и травмирования пассажиров.
Книга выдержана в строгой и благочестивой манере, в ней много отсылок к прежней морской жизни Мастермана Рэди, которая связывается с божьей милостью и «Библией». Семья извлекает уроки из естественной истории и также обнаруживает доказательства благосклонности Бога повсюду.

## Отзывы
Многие годы произведение оставалось популярной приключенческой историей для детей. Наряду с произведением «Дети Нового леса» она считалась лучшей из детских книг Марриета, и некоторое время даже полагали, что «Крушение „Великого Океана“» навсегда останется более популярной из двух, в связи с неутихающим интересом к поднимаемой теме. Сегодня произведение менее популярно, чем в прошлом, частично из-за постоянных нравоучений.

## Переводы на русский язык
Произведение неоднократно переводилось для русскоязычного читателя:
- Фредерик Марриет. Колонисты по неволе: Рассказ по Мариоту // Журнал „Семья и школа“. — СПб.: Типография К. К. Ретгера, 1883. — Июль (№ 7).
- Фредерик Марриет. Новый Робинзон Сигизмунд Рюстиг / перевод В. Андреевской. — СПб.: Издатель Ф. А. Битепаж, 1901. — 138 с.
- Капитан Марріэт. Крушеніе «Великаго Океана» / перевод Е. Чистяковой-Вэр. — СПб.: Издательство П. П. Сойкина, 1912. — 208 с. — (Полное собраніе сочиненій капитана Марріэта).
- Фредерик Марриет. Крушение «Великого Океана» / перевод С. Быстрова. — М.: Земля и Фабрика, 1928. — С. 5—230. — 232 с.